# Kanton Aix-Villemaur-Pâlis
Aix-Villemaur-Pâlis (tot 23 februari 2021 Aix-en-Othe) is een kanton van het Franse departement Aube.

## Geschiedenis
Tot 2015 omvatte het kanton slechts tien gemeenten in het arrondissement Troyes, te weten: Aix-en-Othe zelf, Bérulle, Maraye-en-Othe, Nogent-en-Othe, Paisy-Cosdon, Rigny-le-Ferron, Saint-Benoist-sur-Vanne, Saint-Mards-en-Othe, Villemoiron-en-Othe en Vulaines. Op 22 maart 2015 werden de kantons Ervy-le-Châtel en Estissac, die ook onder het arrondissement Troyes, opgeheven en de respectievelijk 16 en 10 gemeenten werden opgenomen in het kanton. Ook het kanton Marcilly-le-Hayer in het arrondissement Nogent-sur-Seine werd opgeheven en de gemeente Palis en Planty werden ook toegevoegd aan het kanton Aix-en-Othe waardoor dit nu onder twee arrondissementen valt.
Op 1 januari 2016 fuseerden Aix-en-Othe, Palis en Villemaur-sur-Vanne tot de commune nouvelle Aix-Villemaur-Palis, die daarop de hoofdplaats van het kanton werd. 
De naam van het kanton werd bij decreet van 24 februari 2021 hieran aangepast.
Het kanton Aix-en-Othe heeft hierdoor nog slechts één gemeente in het arrondissement Nogent-sur-Seine, de overige 35 gemeenten vallen onder het arrondissement Troyes.

## Gemeenten
Het kanton Aix-en-Othe omvat de volgende gemeenten:
- Aix-Villemaur-Palis
- Auxon
- Bercenay-en-Othe
- Bucey-en-Othe
- Bérulle
- Chamoy
- Chennegy
- Chessy-les-Prés
- Coursan-en-Othe
- Courtaoult
- Les Croûtes
- Davrey
- Eaux-Puiseaux
- Estissac
- Ervy-le-Châtel
- Fontvannes
- Maraye-en-Othe
- Marolles-sous-Lignières
- Messon
- Montfey
- Montigny-les-Monts
- Neuville-sur-Vannes
- Nogent-en-Othe
- Paisy-Cosdon
- Planty
- Prugny
- Racines
- Rigny-le-Ferron
- Saint-Benoist-sur-Vanne
- Saint-Mards-en-Othe
- Saint-Phal
- Vauchassis
- Villemoiron-en-Othe
- Villeneuve-au-Chemin
- Vosnon
- Vulaines